# Jessica Valenti

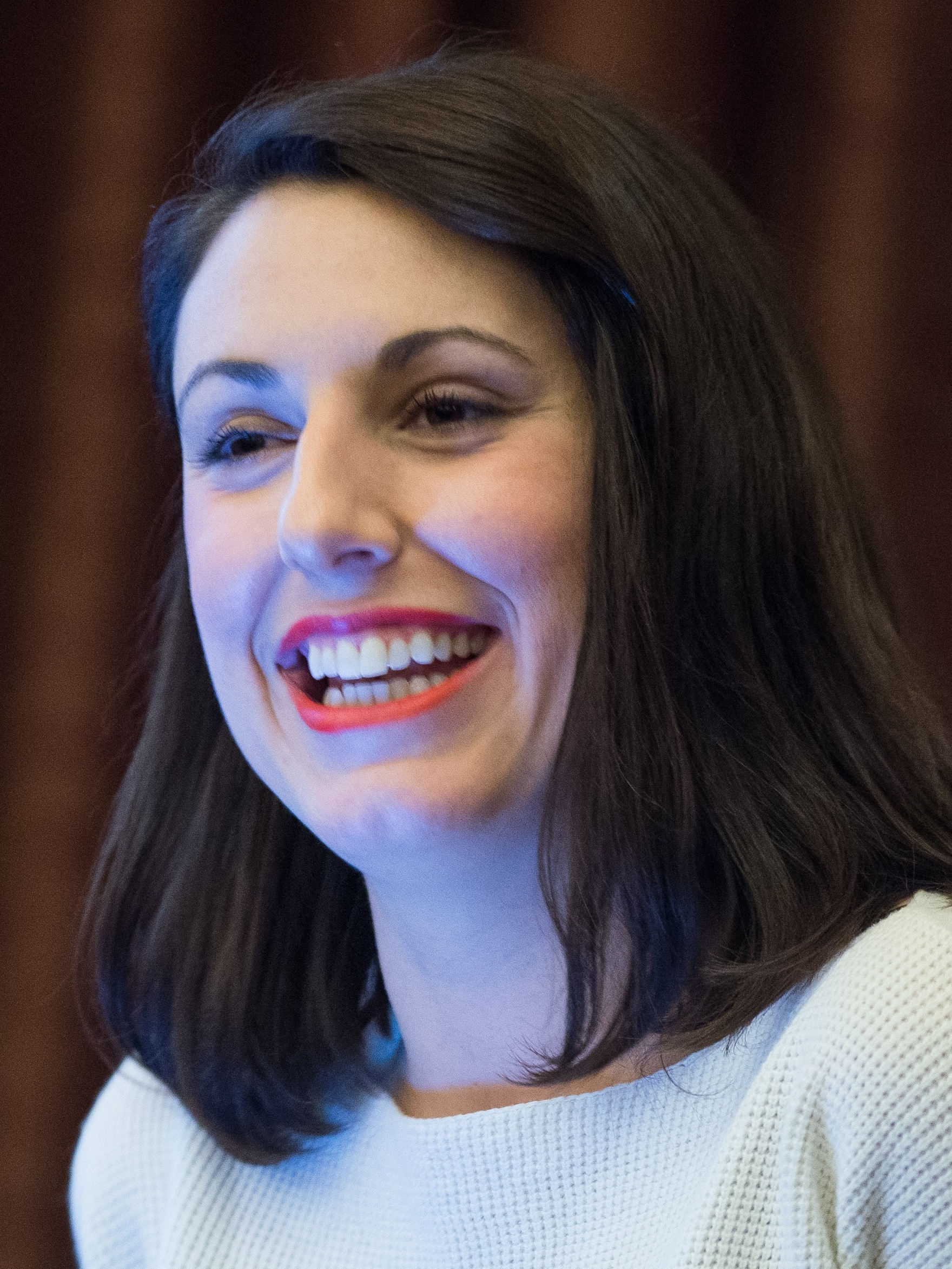
Jessica Valenti (2014)

Jessica Valenti (* 1. November 1978 in New York City) ist eine amerikanische feministische Bloggerin, Autorin und Journalistin. Sie gründete 2004 den Blog Feministing und ist Autorin oder Mitautorin mehrerer Bücher zu feministischen Themen.

## Leben und Werk
Valenti wuchs in Long Island City, Queens, New York City in einer italoamerikanischen Familie auf. Ihr Vater war Buddhist. Valenti hat einen Master in Gender Studies der Rutgers University. Sie lebt mit ihrem Mann Andrew Golis und ihrer Tochter in Brooklyn.
Valenti gründete 2004 den Blog Feministing, während sie für den Legal Defense Fund (heute: Legal Momentum) der National Organization for Women arbeitete. Homa Khaleeli schreibt in The Guardian's top 100 women, der Blog habe den Feminismus online gebracht und eine „Explosion“ neuer Blogs und Diskussionsforen ausgelöst. Dieser Impuls der Bloggerinnen habe die Entstehung von Aktivistengruppen, Workshops und Kampagnen bewirkt und zu einer Zeit, als der Feminismus bereits totgesagt wurde, eine neue Blütezeit ausgelöst. Laut Khaleeli habe Valenti dabei auch die Schattenseiten des Online-Feminismus erfahren, indem sie online belästigt wurde und sogar Vergewaltigungs- und Todesdrohungen erhielt, worauf sie Wohnung und Mobilfunkrufnummer wechselte.
Artikel von Valenti erschienen im feministischen Magazin Ms., The Nation, der Washington Post, dem Talking-Points-Memo-Blog TPMCafe, Alternet und dem Guardian.
Die Juristin Ann Althouse kritisierte Feministing 2006 für die zum Teil sexualisierten Inhalte. In einem Artikel des Huffington Post kommentierte Erin Matson der National Organization for Women, diese Kontroverse würde „eine alte Debatte innerhalb der feministischen Bewegung aufwärmen: Ist öffentliche Sexualität Empowerment oder schädlich für Frauen?“
2008 publizierte Valenti Yes Means Yes: Visions of Female Sexual Power and A World Without Rape mit Jaclyn Friedman und He’s a Stud, She’s a Slut, and 49 Other Double Standards Every Woman Should Know und 2009 The Purity Myth: How America's Obsession with Virginity Is Hurting Young Women.
Valenti verließ Feministing im Februar 2011, da es eine Site für jüngere Feministinnen bleiben solle. Seither hat sie mehrere Buchbeiträge geschrieben, u. a. für Courtney E. Martins und J. Courtney Sullivans Bücher Click: When We Knew We Were Feminists (2010), Melody Bergers Buch We Don’t Need Another Wave (2008) und Diane Mapes' Single State of the Union (2007). Für den Guardian ist sie eine der „Top 100 inspiring women“. Ihr Online-Aktivismus habe den Feminismus ins 21. Jahrhundert befördert. Sie ist Kolumnistin für den Guardian US.
2012 publizierte Valenti Why Have Kids. Laut einer Kritik im Daily Beast werfe das Buch einen kritischen Blick auf Mutterschaft und stelle die Frage, weshalb intelligente Frauen sich überhaupt dazu entscheiden sollten, Kinder zu bekommen.
Im Juli 2016 kündigte Valenti nach Vergewaltigungs- und Todesdrohungen gegen ihre fünfjährige Tochter ihren zeitweiligen Abschied von Social Media an.

## Bücher
- Full Frontal Feminism. Seal Press, Berkeley 2007, ISBN 978-0-7867-5048-1.
- He’s a Stud, She’s a Slut. Seal Press, Berkeley 2008, ISBN 978-1-58005-245-0.
- Yes Means Yes. Seal Press, Berkeley 2008, ISBN 978-1-58005-257-3.
- The Purity Myth. Seal Press, Berkeley 2009, ISBN 978-0-7867-4466-4.
- Why Have Kids? New Harvest, 2012, ISBN 978-0-547-89261-0.